# リゾネーター・ギター
リゾネーター・ギター (Resonator guitar) またはリゾフォニック・ギター (Resophonic guitar) は、アコースティック・ギターの一種。

## 歴史
第二次世界大戦前、エレクトリック・ギターが普及する前にギターの音量を増大させるために考案された。1928年にジョン・ドピエラはドブロ製造会社を設立した。ドブロはドピエラ兄弟の略である。やがてドブロは、リゾネーター・ギター全般を指す商標となった。
「リゾネーター」（日本語ではレゾネーターとも）と呼ばれる円形の薄いアルミニウム製の共鳴板をブリッジの下に取り付けたボディは、ブルースに使用される場合には金属製のものが多く、ブルーグラスには木製のものが使用される。金属性ボディのものは当初の想定ほど大音量を得ることはできなかったが、音色に独特の響きを持ち、ハワイアンやブルース、カントリー、ブルーグラスなどの、スライドギターを好むミュージシャンが多く使用した。ブルーグラスで使用される木製ボディは、大音量が得られるようになっている。
ナショナル・ギター社、ドブロ・ギター社、タット・テイラー社などのメーカーが知られる。

## 使用ミュージシャン
- デレク・トラックス
- タンパ・レッド
- ブッカ・ホワイト
- サン・ハウス
- ブラック・エイス
- ブラインド・ボーイ・フラー
- ロイ・ロジャース
- ボブ・ブロズマン
- エリック・サーディナス
- タジ・マハール
- ジョニー・ウィンター
- ウォーレン・ヘインズ
- ドイル・ブラムホール
- ジョン・ハモンドJr
- ジョン・ムーニー
- ロリー・ギャラガー
- マーク・ノップラー
- ミッシェル・ポルナレフ
- アール・クルー

## 書籍
- トニー・ベーコン『世界で一番美しいアメリカン･ギター大名鑑 ヴィジュアルでたどるヴィンテージ・ギターの歴史』（DU BOOKS、2013年）ISBN 978-4-92506-472-9